# Cordylochernes
Cordylochernes es un género de arácnido del orden Pseudoscorpionida de la familia Chernetidae.

## Especies
Las especies de este género son:
- Cordylochernes angustochelatus Hoff, 1944
- Cordylochernes costaricensis Beier, 1932
- Cordylochernes dingo Harvey, 1990
- Cordylochernes fallax Beier, 1933
- Cordylochernes nigermanus Hoff, 1944
- Cordylochernes octentoctus (Balzan, 1892)
- Cordylochernes panamensis Hoff, 1944
- Cordylochernes perproximus Beier, 1933
- Cordylochernes potens Hoff, 1947
- Cordylochernes scorpioides (Linnaeus, 1758)